# Quốc Việt
Quốc Việt là một xã thuộc tỉnh Lạng Sơn, Việt Nam.
Xã Quốc Việt có diện tích 48,63 km², dân số năm 1999 là 3.199 người, mật độ dân số đạt 66 người/km².
Theo thống kê năm 2019, xã Quốc Việt có diện tích 48,63 km², dân số là 3.012 người, mật độ dân số đạt 62 người/km².